# Marv Harshman
Marvin K. Harshman, meglio noto come Marv Harshman (Eau Claire, 4 ottobre 1917 – Tacoma, 12 aprile 2013), è stato un allenatore di pallacanestro statunitense, membro del Naismith Memorial Basketball Hall of Fame dal 1985.

## Carriera
Ha vinto la medaglia d'oro ai VII Giochi panamericani con la Nazionale di pallacanestro degli Stati Uniti d'America.